# ロシア陸軍の軍・軍団等一覧
ロシア陸軍の軍・軍団等一覧（ろしありくぐんのぐん・ぐんだんとういちらん）は、ロシア陸軍にある軍と軍団の一覧である。

## 軍

### 戦車軍
- 第1親衛戦車軍[1]

### 諸兵科連合軍
- 第2親衛諸兵科連合軍[2]
- 第3親衛諸兵科連合軍[3]
- 第5親衛諸兵科連合軍[4]
- 第6諸兵科連合軍[5]
- 第8親衛諸兵科連合軍[6]
- 第18諸兵科連合軍[7]
- 第20親衛諸兵科連合軍[8]
- 第25諸兵科連合軍[9]
- 第29諸兵科連合軍[10]
- 第35諸兵科連合軍[11]
- 第36諸兵科連合軍[12]
- 第41諸兵科連合軍[13]
- 第49諸兵科連合軍[14]
- 第51親衛諸兵科連合軍[15]
- 第58親衛諸兵科連合軍[16]

## 軍団
- 第3軍団[17]
- 第44軍団[18]
- 第68親衛軍団[19]